# 庫拉瓦西區

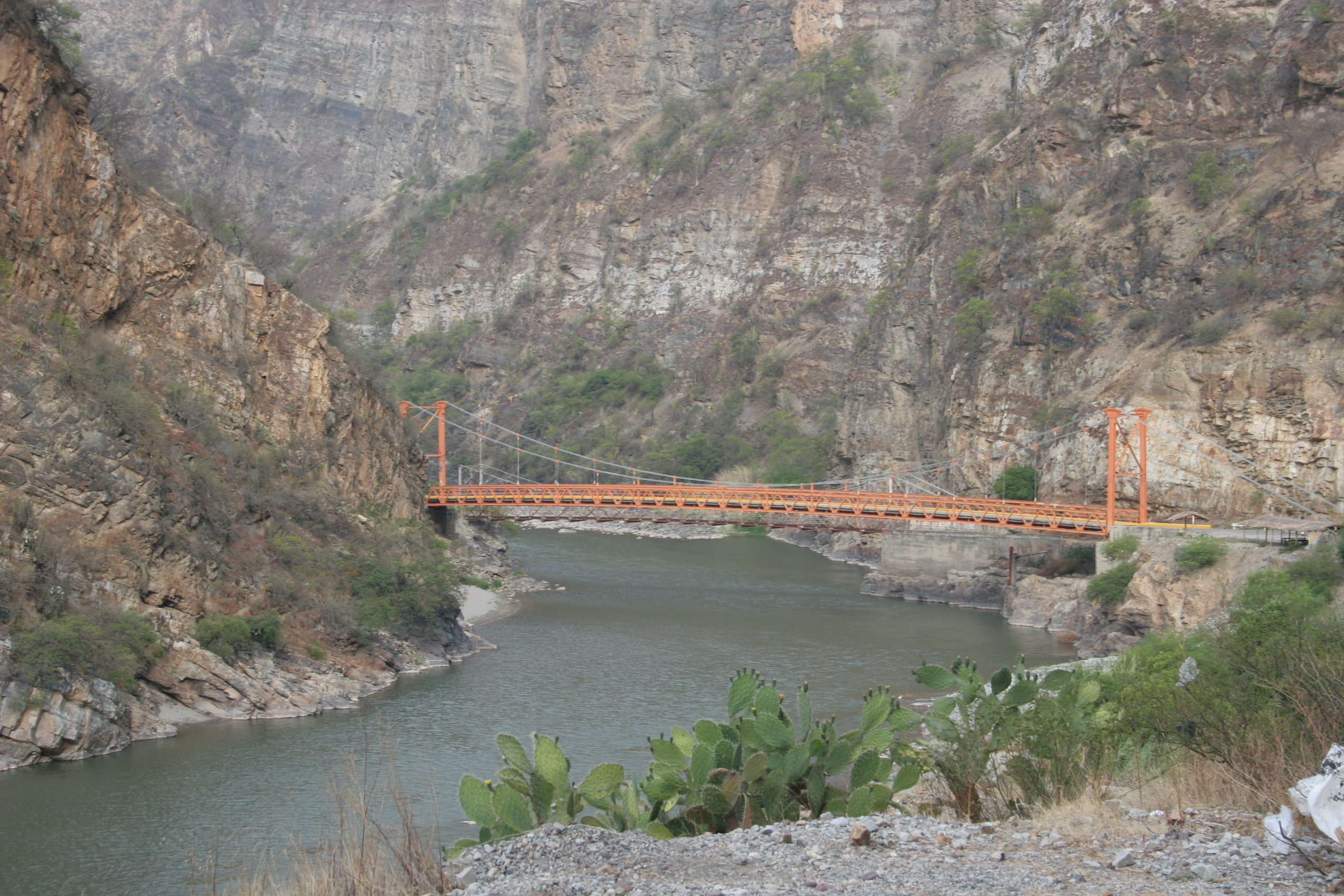

14°03′43″S 72°40′12″W / 14.062°S 72.670°W
庫拉瓦西區（西班牙語：Distrito de Curahuasi），是秘魯的一個區，位於該國南部阿普里馬克大區的阿班凱省，始建於1857年1月2日，面積818平方公里，海拔高度2,688米，2005年人口18,556，人口密度每平方公里23人。